# Hermann von François
Hermann von François (Lussemburgo, 31 gennaio 1856 – Berlino, 15 maggio 1933) è stato un generale tedesco.
Personalità brillante ed eccentrica, fortemente indipendente all'interno dell'Esercito imperiale tedesco, all'inizio della prima guerra mondiale ebbe un ruolo decisivo, alla guida di un corpo d'armata prussiano, nella battaglia di Tannenberg, durante la quale egli agì spesso in contrasto con gli ordini del comando superiore.
Dopo la grande vittoria continuò a distinguersi in azione sul fronte orientale e sul fronte occidentale ma, inviso all'Alto comando tedesco, non raggiunse incarichi superiori di comando per il resto della guerra.

## Vita e carriera militare
Nato da nobile famiglia di origine ugonotta (da cui il cognome francese), von François fu avviato alla vita militare in giovane età. Suo padre Bruno era un generale e comandante prussiano della 27ª Brigata di fanteria (27. Preußische Infanterie-Brigade), ucciso in azione durante la battaglia di Spicheren il 6 agosto 1870, pochi giorni prima della battaglia di Sedan.
Von François, arruolato come cadetto, fu inviato nel 1875 a Potsdam come Leutnant (tenente) del 1º Reggimento della Guardia a piedi (1.Garde-Regiment zu Fuß). Dal 1884 al 1887, frequentò l'Accademia militare di Berlino, e nel 1889 fu promosso ad Hauptmann (capitano) ed assegnato al Comando Supremo.
Nei primi anni novanta von François fu distaccato come ufficiale di Stato Maggiore al XV Corpo d'armata di base a Strasburgo. Dopo una breve parentesi come comandante di compagnia nel 151º Reggimento di fanteria della 31ª Divisione, ritornò al Comando Supremo. Nel 1894 fu promosso maggiore e trasferito all'8ª Divisione a Mannheim. Nel 1899 divenne capo di Stato Maggiore del IV Corpo d'armata, agli ordini del Generaloberst Paul von Hindenburg e di stanza a Magdeburgo.
Nel 1901 la madre di von François, Marie, trasferì la famiglia in Namibia (allora Africa Tedesca del Sud-Ovest) per seguire il figlio più giovane Hugo, capitano dell'esercito coloniale. L'altro fratello, Curt, fu un noto scienziato e ricercatore che in Africa condusse i suoi studi.
Nel 1908 von François fu promosso a Generalmajor (maggior generale) e messo al comando della Brigata dell'Assia (Hessischen-Brigade) di Darmstadt. Fu promosso a Generalleutnant (tenente generale) nel 1911 e tenne il comando della 13ª Divisione per un breve periodo prima della promozione a General der Infanterie e l'assegnazione al comando del I Corpo d'armata dell'8ª Armata di base a Königsberg.

## La prima guerra mondiale
Von François all'inizio della guerra era di stanza nella provincia della Prussia Orientale. Compito dell'8ª Armata era difendere le regioni orientali dall'attacco russo diretto sull'importante città di Königsberg, per un tempo sufficiente a consentire l'arrivo delle truppe di rinforzo provenienti dall'occidente, in accordo col Piano Schlieffen.
Quando la guerra scoppiò nell'agosto 1914, le truppe di von François fronteggiarono l'ala destra del corpo d'invasione russo, alla cui testa procedeva la 1ª Armata comandata da Paul von Rennenkampf. Il 17 agosto il comandante tedesco del teatro di operazioni, generale Maximilian von Prittwitz, vedendo con nervosismo l'avanzata dell'ala sinistra russa nel lontano sud, ordinò la ritirata a von François, mentre questi si trovava sotto un pesante attacco di Rennenkampf.

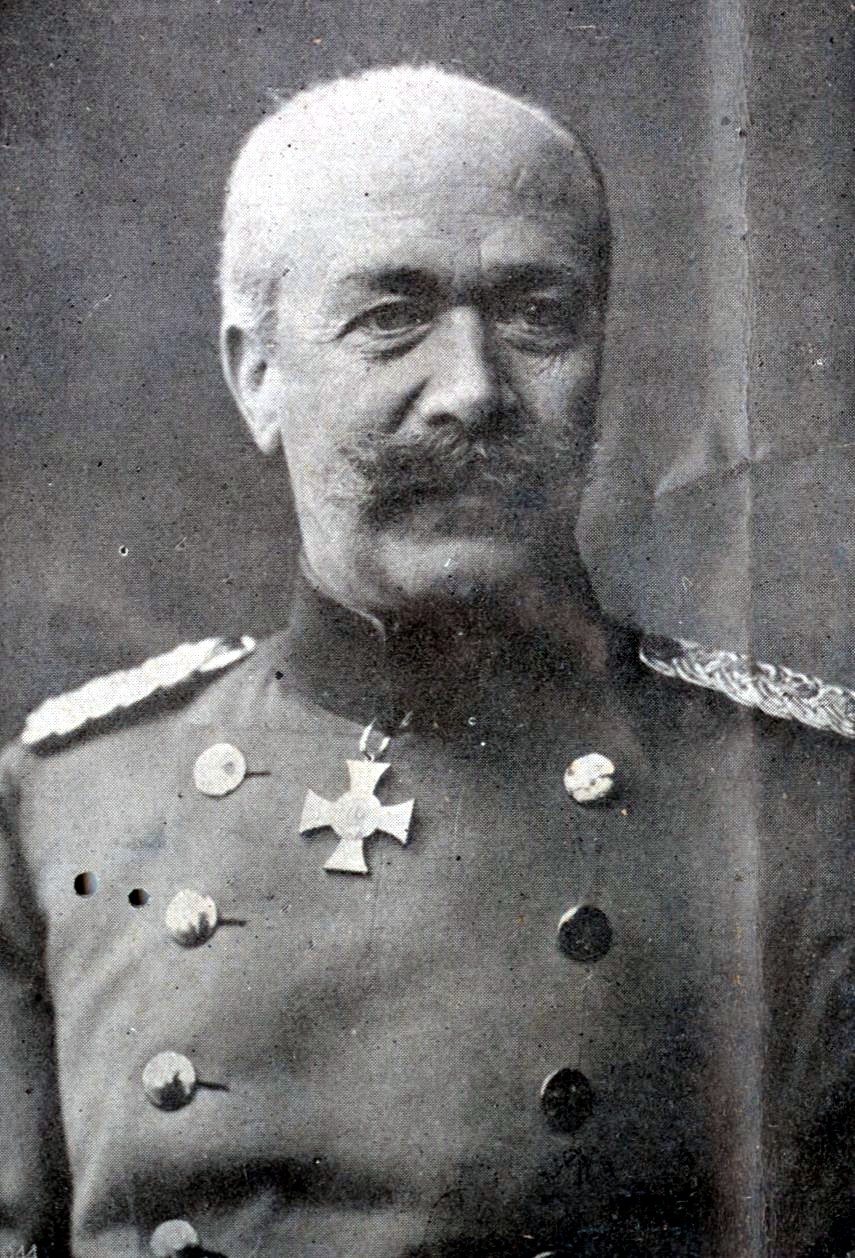
Hermann von François nel 1910.

Von François, riluttante a cedere ogni metro dell'amata terra di Prussia, e combattivo per natura, reputava inoltre molto pericoloso ogni tentativo di sganciamento in quella situazione, perciò ignorò gli ordini, e rispose con la famosa frase «Il generale von François si ritirerà quando avrà sconfitto i russi!». Lanciò il contrattacco, dando il via alla battaglia di Stallupönen, ed ottenne una sorprendente vittoria infliggendo al nemico 5.000 tra morti e feriti e prendendo 3.000 prigionieri.
Dopo la vittoria, von François obbedì agli ordini di Prittwitz e si ritirò di 25 chilometri verso ovest, dove tre giorni dopo inflisse al Rennenkampf ulteriori perdite nelle prime fasi della battaglia di Gumbinnen. La tattica aggressiva di von François contribuì ad arrestare l'avanzata verso occidente del cauto Rennenkampf, in contrasto alle disposizioni attendiste dell'alto comando tedesco.
In seguito a quest'ultima battaglia e ad un avvicendamento nei quadri di comando (il Comando Supremo ritenne che Prittwitz aveva perso il controllo della situazione e dei nervi), il corpo d'armata di von François fu trasferito per ferrovia verso sudovest, per opporsi alla 2ª Armata russa in avanzata nel meridione al comando del generale Aleksandr Samsonov. Sebbene non godesse del favore dei suoi nuovi comandanti, Paul von Hindenburg ed Erich Ludendorff, a causa della sua precedente disobbedienza, von François ebbe un ruolo importante nella battaglia di Tannenberg. Il 27 agosto attaccò gli elementi di testa dell'armata di Samsonov ed iniziò una decisa avanzata alle sue spalle. Ludendorff, temendo un contrattacco di Rennenkampf, gli ordinò di interrompere l'avanzata, tuttavia von François ignorò per due volte gli ordini e fu determinante nel successivo accerchiamento e distruzione dell'armata di Samsonov.
Quando Hindenburg e Ludendorff mossero a sud per condurre la 9ª Armata nella Polonia russa, von François rimase col suo corpo d'armata nella Prussia Orientale e lo condusse ad ulteriori successi. Quando il generale von Schubert, nuovo comandante dell'8ª Armata, gli ordinò la ritirata, von François inviò un telegramma al Comando Supremo descrivendo i propri successi ed affermando che «Il Comandante viene malamente consigliato». Il telegramma colpì talmente il Kaiser che tolse immediatamente il comando a Schubert e, il 3 ottobre, assegnò a von François il comando dell'8ª Armata. Ma von François non lo tenne a lungo. Quando Hindenburg e Ludendorff prepararono il loro contrattacco da Toruń in direzione di Łódź, von François era riluttante ad inviare, come richiesto, il I Corpo d'armata, inviò anzi il XXV Corpo d'armata della Riserva, poco addestrato e male equipaggiato. Ciò fu troppo per i suoi superiori. Ad inizio novembre 1914 von François fu rimosso e rimpiazzato dal generale Otto von Below.
Dopo un periodo senza incarichi, von François ricevette il comando del XLI Corpo d'armata della Riserva, che tenne per il resto della guerra, continuando a distinguersi. Ricevette la Pour le Mérite, la più alta decorazione militare tedesca, nel maggio 1915 per il suo ruolo nello sfondamento di Gorlice, e su di essa le Foglie di Quercia nel luglio 1917 per la sua brillante prestazione durante la battaglia di Verdun.
Dopo la fine della guerra si ritirò a vita privata e scrisse numerosi libri di storia militare, fra cui, nel 1920, Marneschlacht und Tannenberg, vendutissimo in Germania.